# Club Renato Cesarini
El Club Renato Cesarini es un club de fútbol y escuela deportiva de la ciudad de Rosario, Argentina. Fue fundado el 15 de enero de 1975.
A nivel histórico, es un club que ha destacado por la calidad de jugadores que surgieron de la cantera, entre ellos, Javier Mascherano, Martín Demichelis, Augusto Solari, entre otros. 
El equipo disputó en varias ocasiones la Primera División de Argentina, anteriormente conocida como Campeonato Nacional. También ha disputado otros torneos oficiales como el Torneo Argentino A y Torneo Argentino B. A nivel regional ha disputado torneos organizados por la Asociación Rosarina de Fútbol, como el Campeonato de fútbol de Rosario, donde se consagró campeón en varias ocasiones.

## Historia
El Club Renato Cesarini es una institución deportiva fundada el 15 de enero de 1975 por Jorge Solari, Eduardo Solari y los hermanos Daniel y Ermindo Onega. Se fundó en honor al exfutbolista Renato Cesarini, un italiano nacionalizado argentino que destacó a nivel nacional en el Club Atlético River Plate y europeo en la Juventus de Turín, en ambos clubes ganó títulos. También fue director técnico en ambos equipos.
Tiene un complejo deportivo donde se encuentran 50 canchas de fútbol.

### Primer campeonato y llegada a la AFA
A partir de 1967, los clubes del interior del país empezaron a participar en un nuevo certamen de la Asociación de Fútbol Argentino, exclusivo para los clubes campeones de las ligas regionales del país: el Torneo Regional, que tenía como objetivo clasificar a los mejores al Campeonato Nacional, un nuevo certamen de Primera División, paralelo al certamen regular. Sin embargo, debido a que los mejores equipos de las ligas de Rosario y Santa Fe ya estaban afiliados, la provincia quedó excluida del certamen hasta 1971.
El club conseguiría acceder rápidamente al torneo. A pesar de ser un club recién fundado, consiguió ganar el Campeonato Rosarino en 1978, cortando una racha de 10 años de campeonatos ganados por los canallas y leprosos.
En 18 de febrero de 1979, el club hizo su debut en el Torneo Regional venciendo por 3 a 1 a Gimnasia y Esgrima para luego vencer de visitante y, debido al ordenamiento de los equipos, clasificar directamente a la Tercera Fase, donde terminaría cayendo en ambos partidos ante Chaco For Ever, quedando fuera de la final.

## Trayectoria

### Participaciones en torneos nacionales y regionales
- Primera División de Argentina (1982 y 1983)[5][6]
- Torneo Argentino A
- Torneo Argentino B
- Asociación Rosarina de Fútbol (Liga Regional)

### Estadísticas en el Campeonato Nacional
| Año  | Posición | PJ | PG | PE | PP | GF | GC | Dif | Pts |
| ---- | -------- | -- | -- | -- | -- | -- | -- | --- | --- |
| 1982 | 4°       | 16 | 5  | 7  | 4  | 22 | 22 | 0   | 17  |
| 1983 | 3°       | 6  | 0  | 0  | 6  | 4  | 14 | -10 | 0   |

## Palmarés
Torneos regionales
- Torneo Hermenegildo Ivancich (1): 1998.
- Torneo Gobernador Luciano Molinas (3):: 1978, 1995 y 2004.[7]

Torneos nacionales
- Torneo Regional (2): 1982 y 1983.[8]